# Ramón Rodrigo de Freitas
Ramón Rodrigo de Freitas, detto Ramón (Belo Horizonte, 7 aprile 1983), è un ex calciatore brasiliano, di ruolo centrocampista.

## Caratteristiche tecniche
Gioca come centrocampista offensivo.

## Carriera

### Club
Iniziò la carriera nell'América (MG). Nel 2006 fu messo sotto contratto con il Grêmio, con la formula del prestito; nello stesso anno, la squadra gaúcha lo acquistò in via definitiva. Nel dicembre 2007, fu mandato in prestito alla Portuguesa, e il 20 maggio 2008 al Figueirense. Nel 2009 si è unito al Coritiba, sempre in prestito dal Grêmio.

## Palmarès

### Club

#### Competizioni nazionali
- Campionato Gaúcho: 2

Grêmio: 2006, 2007